# Cornelia Velțianu
Cornelia Velțianu (n. 1888, Henig, județul Alba – d. 1980) a fost un deputat în Marea Adunare Națională de la Alba Iulia , organismul legislativ reprezentativ al „tuturor românilor din Transilvania, Banat și Țara Ungurească”, cel care a adoptat hotărârea privind Unirea Transilvaniei cu România, la 1 decembrie 1918  :p. 227.

## Biografie
A fost fiica protopopului Alexandru Dobrescu. A urmat școala primară la Sebeș, după care Școala de gospodărie de la Sibiu. A fost casnică, locuind în Deva, unde a fost membră a Reuniunii Femeilor Române din Comitatul Hunedoara. S-a căsătorit cu Dr. Camil Velțianu, funcționar la Administrația Financiară din Deva, iar în 1925 s-a mutat cu familia la Cluj-Napoca .

## Activitatea politică
Ca deputat în Adunarea Națională din 1 decembrie 1918 a fost delegată Reuniunii Femeilor Române din Comitatul Hunedoara :p. 227.